# Corinto (uva)

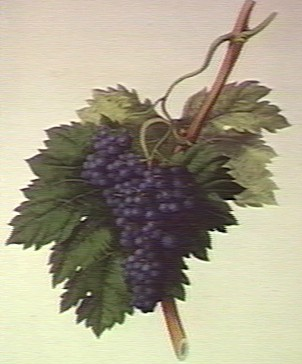
Corinto

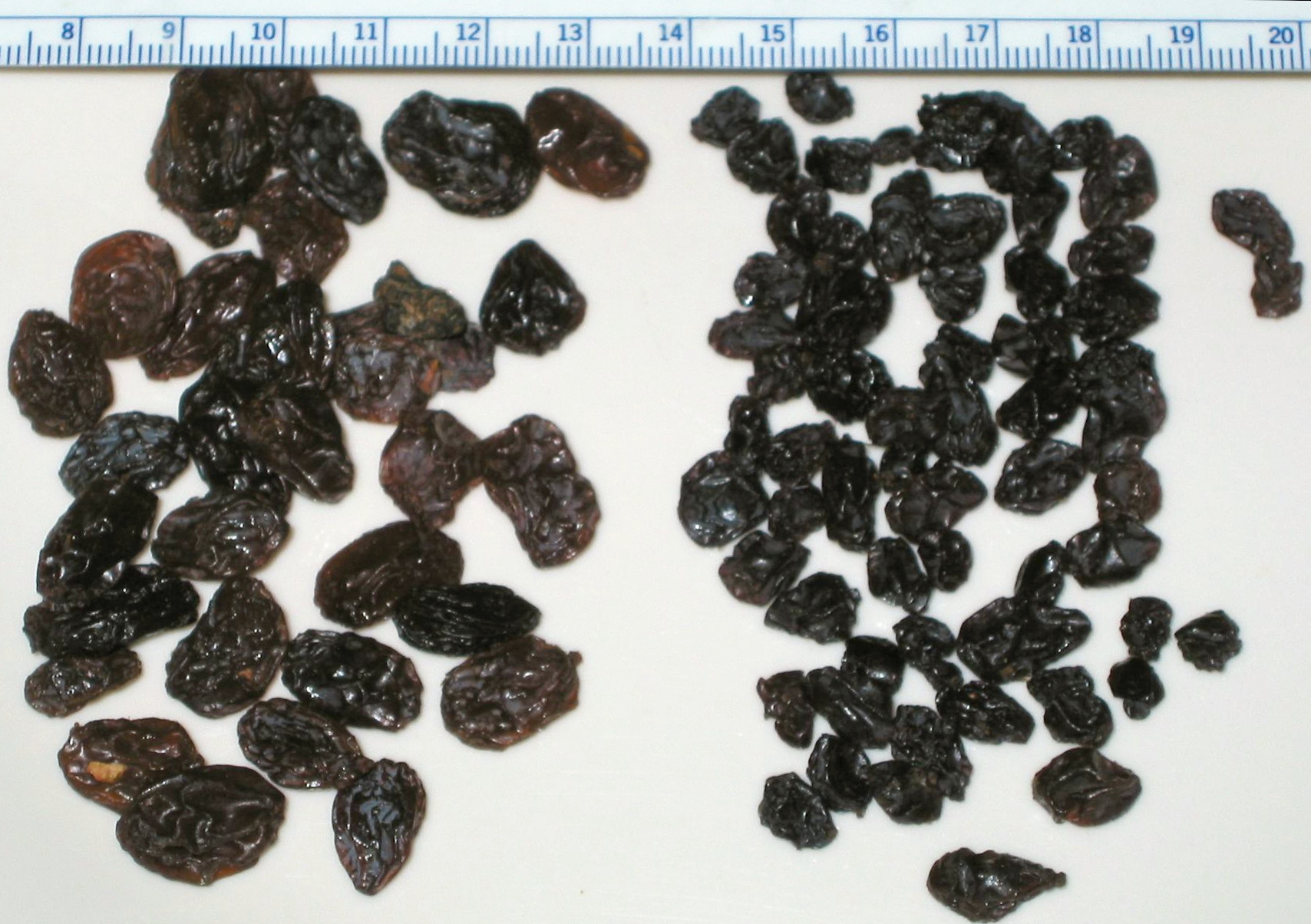
A la izquierda, pasas de la uva california seedless. A la derecha, pasas de la uva corinto.

La corinto es una variedad de uva (vitis vinifera) tinta que se usa para hacer pasas. Es originaria de la ciudad griega de Corinto. No tiene semillas y sus pasas son pequeñas y dulces.
Las principales características de la uva a partir de la cual se elabora son su pequeñez, su intenso sabor dulce y su casi total carencia de semillas. Con esta uva se preparan vinos, aunque su principal destino es ser transformada en pasas para luego ser usadas en repostería y pastelería.
Esta pasa da su nombre al color corinto.

## Historia

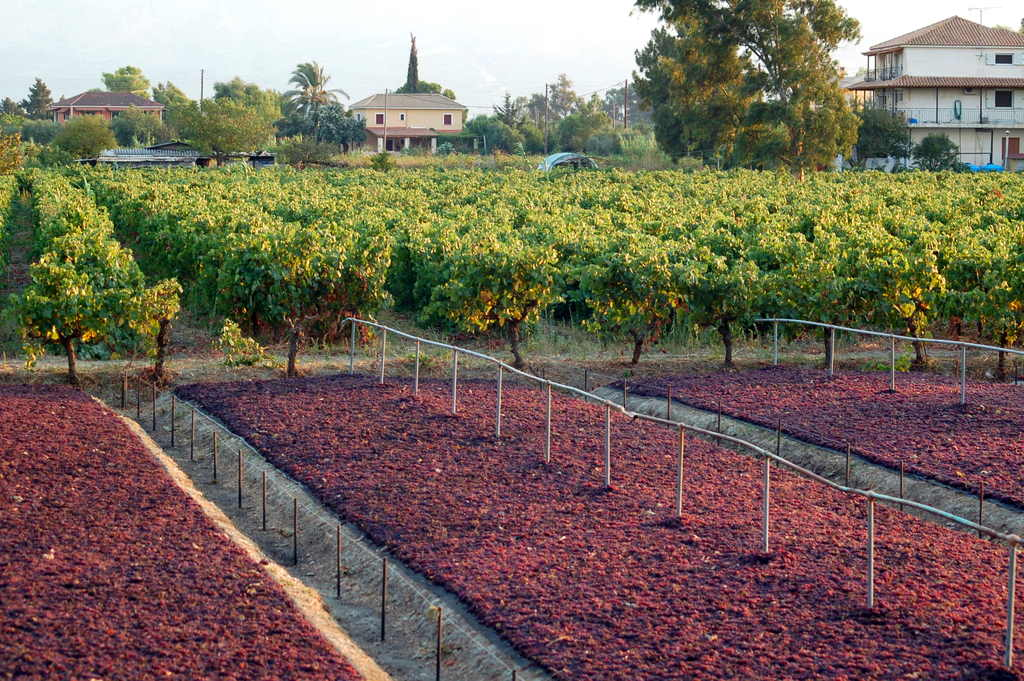
Secado de uvas para la producción de pasas. Los viñedos están detrás. Zante, Grecia.

La pasa de corinto es una de las pasas más antiguas de las que se tiene constancia. El primer escrito que la menciona es de Plinio el Viejo en el 75 a. C. Plinio la describió como pequeña, jugosa, de piel gruesa y de racimos pequeños. La siguiente mención fue un milenio después, cuando estas pasas pasaron a ser objeto de comercio entre los comerciantes venecianos y los productores griegos de las costas jónicas. En el siglo XIV, eran vendidas en el mercado inglés como "Reysyns de Corauntz". A partir del siglo XV hay registros de su mención como "pasas de Corinto", ya que ese puerto griego era el principal punto de exportación. En inglés es conocida como zante currant debido a que el nombre Corinth (Corinto en inglés) derivó en "currant" y, en el siglo XVII, el producto venía de las islas Jónicas y, sobre todo, de la isla de Zakunthos (Zante).
Los primeros intentos de introducir el cultivo de la corinto en los Estados Unidos datan de 1854. La primera vez que se cultivaron de forma exitosa viñedos de corinto tinto y blanco (variedades parientes) fue en 1861, por parte del coronel Agoston Haraszthy. En torno a 1901, David Fairchild, del Departamento de Agricultura de los Estados Unidos, importó corinto de alta calidad del pueblo griego de Panariti, un renombrado productor, y plantó los primeros plantones para su comercialización. No obstante, el aumento de popularidad de la thompson seedless hizo que la producción de la corinto fuese modesta hasta la los años 20 y 30, en los cuales su popularidad aumentó gracias a que el aumento de los precios ayudó a mejorar las técnicas de cultivo. Las plantaciones de corinto alcanzaron las 3.000 ha en 1936. Esta superficie se ha mantenido de forma aproximada hasta la actualidad.

## Viticultura
Para que la vid dé grandes rendimientos, la corinto necesita ser cultivada de forma cuidadosa. Antiguamente, el anillado era una práctica habitual para aumentar tamaño y el rendimiento de las uvas sin semillas, hasta el descubrimiento del ácido giberélico, que tiene la capacidad de hacer lo mismo con menos trabajo. Históricamente, había un almacenamiento de corinto por la habilidad de esta vid para producir polen, que hacía que otras plantas con flores femeninas (con rendimientos naturalmente más altos) propiciasen que esta brotase por completo.
La corinto también es conocida por ser muy propensa al oídio y es susceptible a muchas otras enfermedades de la uva, como el mildiu velloso y la podredumbre negra.
Grecia sigue siendo el principal productor de la variedad corinto, con un 80% del total. California, Sudáfrica y Australia producen casi todo el porcentaje restante.

## Usos

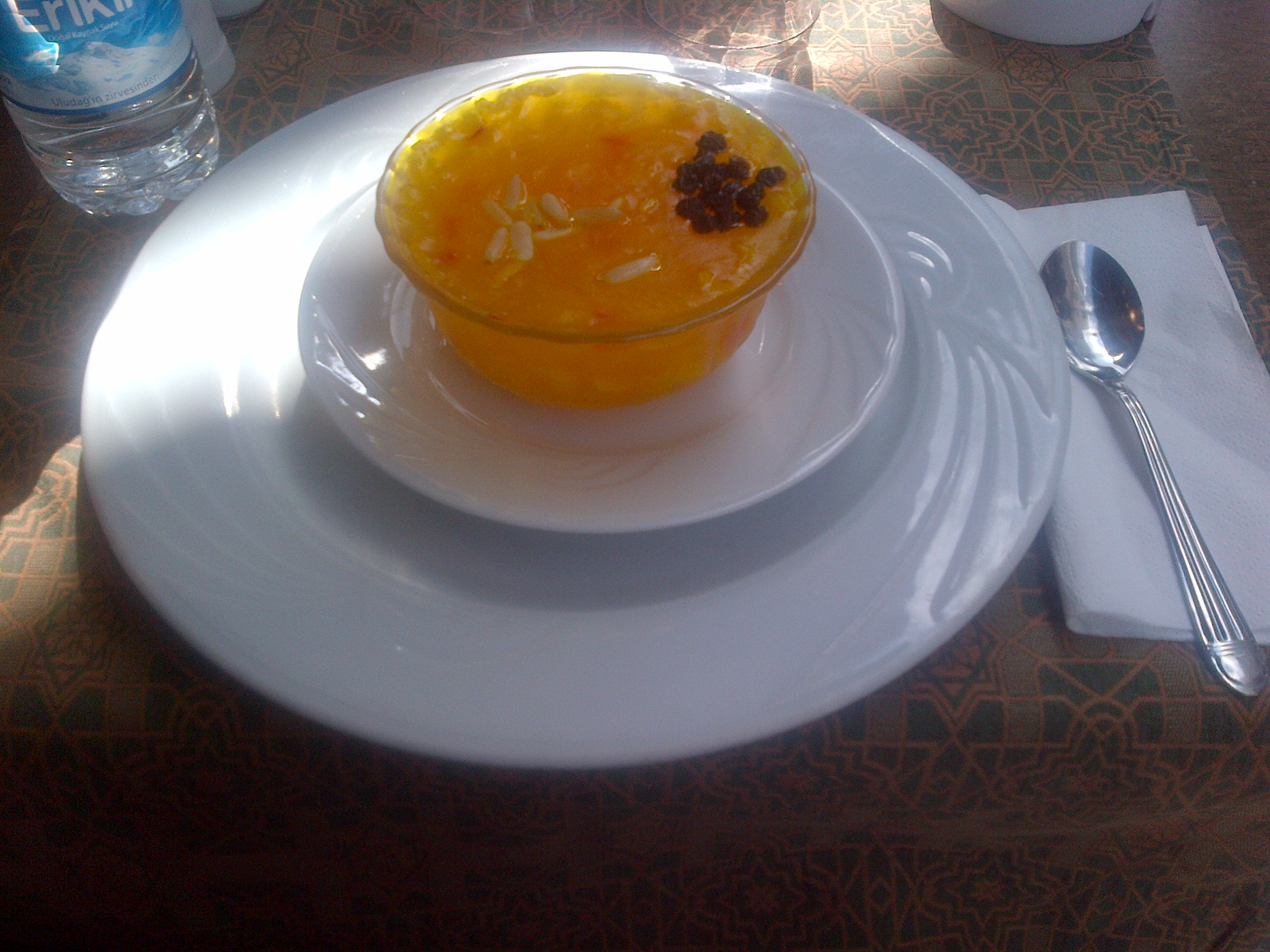
Zerde, un postre tradicional turco, decorado con pasas de corinto y piñones.

Es un ingrediente de los panes dulces, la bara brith (torta negra), la currant bun y la Zuppa inglese.

### En la cocina turca
Las pasas de Corinto (en turco kuş üzümü o "uvas de pájaro") se utilizan mucho en la cocina turca y las cocinas de los países que componían el Imperio otomano, especialmente en las variedades de dolma y sarma, en pilav (pilaf al estilo turco) y algunos postres como aşure y zerde.

## Sinónimos
Los sinónimos de la variedad corinto son: zante currant, zante, korinthiaki, aiga passera, alga passera, aproszemue, feket, black ascalon, black corenth, black corinth, black corinto, black currant, black currant grape, black current, black zante currant, corino nero, corinth, corinth negru, corinthe crni, corinthe noir, corinthe noire, corinthiaki staphis, corinthnoire, corinthusi aproszemer, corinto negro, corinto nero, corinto preto, crni korint, currant, currant grape, epicier, kek meguadan, korinka chernaya, korinka grecheska, korint, korinthiaki stafida, korinthiaki stafis, korinthiaki staphis, korinthusi, korinthusi kek, korinthusi magnelkueli, kourenti, lianoroghi, lianorogi, lianroghi, marine noir, marine noire, mavri corinthiaki, mavri korinthiaki, mavri, korinziaki, mavri stafida, mavri stafis	minutidda, niuriduzzi, panariti, panariti-rebe, passa minor, passa staphis	passaretta nera, passarilla, passarina di liparia, passarina nera, passera, passeretta nera, passeretta senza vinaccioli, passerilla, passerille, passerina, passerina nera, passolina, passolina minuttida, passula di Corinto, patras currant, patras currant zante, patras current, piros korinthusi, raisin de corance, raisin de Corinth, raisin de Corinthe, schwarze korinthe, siyah korent, stafida, stafida mavro, stafidambelo, stafidampelos, staphida mavri, staphidampelo, staphidampelos, staphina, staphis, stephidampelos, tarmarina, uva nera, passa di Corinto, uva nera passera di Corinto, uva passa, uva passa minima, uva passa nera, uva passolina nera y niuriduzzi.